# Bibliographie sur l'affaire Kastner
Cet article recense les différentes publications, livres, articles universitaires, documentaires qui prennent pour sujet l'affaire Kastner, en tout ou partie, c’est-à-dire l’action du comité d'aide et de sauvetage de Budapest pendant la Seconde Guerre mondiale et plus spécialement le train Kastner et la façon dont la société israélienne a considéré l’action de Rudolf Kastner au sein de ce comité, et les procès qui en ont eu à la juger (procès Kastner).
Les films de fiction, romans et pièces de théâtre sont aussi répertoriés.

## Écrits de Kastner et Gruenwald
- (he) Malchiel Gruenwald (Michtavim el haveray be'Mizrahi, en hébreu : Lettre à mes amis en mizrahi, 1952), qui remet en cause l’action de Kastner durant la guerre
- Rapport sur les rencontres entre Kasztner et Eichmann, rédigé par Kasztner lui-même : (en) Dr Rezsoe Kasztner, Rapport du comité d'aide et de secours juif de Budapest, 1942-1945. T/37(237) présenté au cours du procès d'Adolf Eichmann et référencé T/1113 (BO6-900, Vol. II, p. 908-910) ; cette pièce a été soumise au congrès juif mondial sous la référence : Kastner, Israel. Report of the Rescue Committee in Budapest, 1942–1945 (submitted to the Zionist Congress), 108 [hébreu] et citée par le juge Halevy en 1954, Cr.C. (Jm.) 124/53 Attorney General v. Gruenvald, 44 P.M. (1965) 3, at 115 [traduit par Leora Bilsky]. Ce rapport est également publié en allemand : Rezsö Kasztner, Der Kasztner-Bericht über Eichmanns Menschenhandel in Ungarn, Munich : Kindler, 1961 ;
- Rudolf Kastner, Le Grand marché humain (en hongrois : A nagy embervasar), récit des négociations qui ont abouti au train Kastner ; publié sous forme de feuilleton par Haladas en 1947-1948[1].

## Sur la Shoah en Hongrie en général, et Rudolf Kastner et le train Kastner en particulier

### Encyclopédies
- (en) United States Holocaust Memorial Museum, « Rudolf (Rezsö) Kasztner, Holocaust Encyclopedia.
- (en) « Kasztner, Rezso Rudolf », Encyclopaedia Judaica, Jérusalem, 1972.

### Livres
- (en) Randolph L. Braham, The politics of genocide: the Holocaust in Hungary (en), New-York : Columbia University Press, 1981 (réédité en 2000), 368 p.
- (en) Martin Gilbert, Auschwitz and the Allies: A Devastating Account of How the Allies Responded to the News of Hitler's Mass Murder. 1re publication en 1981, réédité par Holt Paperbacks en 1990.  (ISBN 0-8050-1462-4)
- (en) Ronald W. Zweig, The Gold Train: The Destruction of the Jews and the Looting of Hungary, (en anglais : Le Train d'Or : la destruction des Juifs et le pillage de la Hongrie), Harper Collins, 2002,   (ISBN 0-06-620956-0).
- (en) Gabor Kadar, Zoltan Vagi, Self-financing Genocide: The Gold Train, the Becher Case, and the Wealth of Hungarian Jews. Central European University Press, 2004. (ISBN 963-9241-53-9)
- (en) Anna Porter, Kastner's Train : The True Story of an Unknown Hero of the Holocaust, Douglas & MacIntyre, 2007
- (en) Ladislaus Löb, Rezső Kasztner, 2008
- Anna Porter, Le Train Kasztner, 2008

### Articles
- « Le sauvetage du ghetto de Budapest », Le Monde Juif, 1948/1 (no 13), p. 17-20.
- Randolph L. Braham, « Les opérations de sauvetage en Hongrie : mythes et réalités », Revue d’histoire de la Shoah, 2006/2, (no)185, p. 397-426.
- Livia Rothkirchen, « Routes de sauvetage de l’Europe nazie », Le Monde Juif, 1969/1 (no 53), p. 41-46.
- (en) « Diverted to Strasshof : Hungarian Jewish Forced Labourers in Vienna and its Vicinity (1944-1945) », Wiener-Wiesenthal Institut für Holocaust-Studien, consulté le 19 avril 2024.

## Sur l’affaire

### Livres (ou chapitres de livre)
- (en) Ben Hecht, Perfidy, Milah Press.  (ISBN 0-9646886-3-8) (1re édition 1961)
- Rudolf Vrba, Je ne peux oublier, 1963
- (en) Andre Biss, A Million Jews to Save: Check to the Final Solution. Hutchinson & Co, 1973.
- (en) Yehuda Bauer, American Jewry and the Holocaust: The American Jewish Joint Distribution Committee, 1939–1945. Wayne State University Press, 1981.
- Yehuda Bauer, Juifs à vendre ? Des camions contre des juifs, les négociations secrètes entre nazis, Alliés et responsables juifs pour éviter l’Holocauste, 1933-1945, 1996, 416 p.
- (en) Tom Bower, Nazi Gold, HarperCollins, 1997 (notamment p. 61–62, 161, 229–230, 236, 257, 288, 290–293, 312, et 320).
- (en) John S. Conway, « The Holocaust in Hungary: Recent Controversies and Reconsiderations », in Braham, Randolph L. The Tragedy of Hungarian Jewry: Essays, Documents, Depositions. Columbia University Press, 1986, p. 1-48.
- (en) Pnina Lahav, chapitre 7 : « Blaming the Victims: The Kasztner Trial », Judgment in Jerusalem: Chief Justice Simon Agranat and the Zionist Century, Berkeley : University of California Press, 1997,
- (en) Tuvia Friling, Des Flèches dans la nuit - David Ben Gourion, le leadership du Yishouv et les tentatives de sauvetage pendant la Shoah, 1998
- (en) David Kranzler, The Man Who Stopped the Trains to Auschwitz. Syracuse University Press, 2000.
- Maurice Kriegel, « Jérusalem, années cinquante: le procès de la collaboration juive et l'affaire Kasztner », in Les Grands Procès politiques, dir. Emmanuel Le Roy Ladurie, éd. du Rocher, 2002, p. 181-193.
- Tom Segev, Le septième million : les Israéliens et le génocide, traduction : Eglal Errera ; Éditeur : Liana Levi (15 janvier 2003), collection Piccolo ;  (ISBN 978-2-86746-317-4)
- (de) Brigitte Mihok, « Erinnerungsüberlagerungen oder der lange Schatten der Geschichtsverzerrung », in Ungarn und der Holocaust. Kollaboration, Rettung und Trauma, Berlin, 2005
- Idith Zertal, La nation et la mort, la Shoah dans le discours et la politique d’Israël, Paris : La Découverte, 2008
- (he) Yechiam Weitz, Ha-Ish she-Nirtsah Paamayim en hébreu : L’homme qui a été assassiné deux fois : la vie, le procès et la mort d’Israel Kasztner, Jérusalem : Yad Vashem, 2011, 350 p.
- Ladislaus Löb, L’Affaire Kasztner. Le Juif qui négocia avec Eichmann. Témoignage d’un survivant, André Versailles éditeur, 2013, 304 p.
- Paul Bogdanor, Le Crime de Kasztner, 2016
- (en) Milan Doroudian, Neither hero, nor villain : Rudolf Kastner and the Cluj Ghetto Narratives, thèse, université Simon Frasier, avril 2017

Hannah Arendt consacre de nombreux passages de son Eichmann à Jérusalem à l’affaire Rudolf Kastner* Arendt, Hannah (notamment les pages 116–118 et 132 de l’édition anglaise Penguin Books de 1977 ).

### Articles de presse
Contemporains de l’affaire
- (en) « The Kastner Case: Aftermath of the Catastrophe », Commentary, décembre 1955.
- (en) Ruth Cale, « The Kastner Case Closed », Congress Weekly, 3 mars 1958, p. 5–7 (compte-rendu de l’appel).
- (en) Gideon Dean, « The Kastner Affair », The Reconstructionist, 27 janvier 1956, p. 9–15.
- (en) Gideon Dean, « The Kastner Affair II », The Reconstructionist, 10 février 1956, p. 13–19.
- (en) Harry Gilroy, « Israeli Cabinet Asked to Resign: Sharett to Force the Action Today in a Dispute over Handling of Libel Suit », The New York Times, 29 juin 1955, p. 5.
- (en) Harry Gilroy, « Kastner's Case Embitters Israel's Party Struggles: Outcome of Election Will Be Influenced By Split in the Government Coalition », The New York Times, 3 juillet 1955, p. 5.
- (en) Shlomo Katz, « Ben Hecht's Kampf », Midstream, hiver 1962, p. 92–101.
- (en) « No Reason to Repent: Eichmann's Doctored Version of the Kastner Affair », Jewish Observer and Middle East Review, 9 décembre 1960.
- articles du New York Times (en anglais) :
  - « Zionist Ex-Leader Accused of Perjury » en anglais : L’ancien leader sioniste accusé de parjure, 8 juillet 1955.
  - « Israeli Case Revived: Perjury Trial of Dr. Kastner Moved to Jerusalem » en anglais : Procès relancé en Israël : le procès pour parjure du Dr. Kastner aura lieu à Jérusalem, 1er août 1955.
  - « Israel Libel Appeal Due: Decision in Nazi Collaboration Case to Be Challenged » en anglais : Appel pour le procès en diffamation en Israël : le verdict dans le procès pour collaboration avec les nazis sera rejugé, 22 août 1955.
  - « Perjury Charged to Israel Ex-Aide: Case Part of Legal Drama Against Former Official Called Nazi Collaborator » en anglais : Accusation de parjure contre un ancien proche du pouvoir : cette affaire fait partie du drame judiciaire contre l’ancien officiel traité de collaborateur nazi, 6 février 1956.
  - « Key Israeli Case Takes New Turn: Jurist Drops Perjury Count Against Kastner, Branded a Nazi Collaborator » en anglais : Un procès-clé israélien prend un nouveau tour : l’avocat fait tomber l’accusation de parjure contre Kastner, considéré comme un collaborateur des nazis, 16 mars 1956.
  - « Israeli Court Frees Kastner of Perjury » en anglais : Le tribunal israélien acquitte Kastner de parjure, 17 mars 1956.
  - « Israeli Shot in Street: Kastner, Libel Case Figure, Wounded by Assailant » en anglais : Un Israélien abattu dans la rue : Kastner, connu pour son procès en diffamation, blessé par un agresseur, 4 mars 1957.
  - « Israel Holds Four in Kastner Attack » en anglais : Quatre hommes arrêtés dans l’attentat contre Kastner, 5 mars 1957.
  - « Two Confess Shooting: Israeli Police Link Extremists to Attack on Dr. Kastner » en anglais : Deux hommes avouent avoir tiré : la police israélienne relie l’attentat contre le Dr Kastner aux extrémistes, 15 mars 1957.
  - « Israeli Quisling. Dead of Wounds: Dr. Kastner, Branded a Nazi Collaborator, Succumbs to an Assassin's Bullets » en anglais : Le Quisling israélien. Mort de ses blessures : le Dr. Kastner, convaincu de collaboration, succombe aux balles de ses assassins, 18 mars 1957.
  - « U.S. Urges Israel Use Restraint In Stand on Gaza: Extremists Rounded Up » en anglais : Les États-Unis demandent à Israël d’agir avec retenue à Gaza : des extrémistes arrêtés, 18 mars 1957.
  - « Israel Will Try Three In Murder: Terrorists Are Said to Have Plotted Against Premier After Several Slayings » en anglais : Israël jugera les trois pour meurtre : les terroristes ont dit avoir comploté contre le premier ministre après plusieurs assassinats, 23 mai 1957.
  - « Israeli Trial Opens: Three Men Plead Innocent in Kastner Slaying » en anglais : Le procès commence en Israël : trois hommes plaident innocent pour l’assassinat de Kastner, 3 juillet 1957.
  - « 3 Israelis Get Life In Kastner Slaying » en anglais : 3 Israéliens condamnés à la perpétuité pour l’assassinat de Kastner, 8 janvier 1958.
  - « Kastner Cleared By Israeli Court: Supreme Tribunal Reverses Ruling He Sacrificed Jews in Hungary to Nazis » en anglais : Kastner innocenté par un tribunal israélien : la Cour suprême renverses le jugement qui le condamnait pour avoir sacrifié les Juifs de Hongrie aux nazis, 16 janvier 1958.
  - « Chief Judge Backs Kastner Clearing » en anglais : Le président du tribunal revient sur l’acquittement de Kastner, 17 janvier 1958.
  - « Accuser Found Guilty of Libel; An Israeli Court Clears Kastner: Majority Decision of Supreme Tribunal Rules Man Charged With Aid to Nazis Risked Life for Jews in Hungary » en anglais : L’accusateur jugé coupable de diffamation ; un tribunal israélien innocente Kastner : la Cour suprême décide majoritairement que l’homme accusé de collaboration avec les nazis a risqué sa vie pour les Juifs en Hongrie, 18 janvier 1958.
- (en) Jacob Sloan, « From the Trial of Rudolf Kastner », The Reconstructionist, 26 décembre 1958, p. 29–31.
- (en) Gustav Warburg, « The Strange Case of Joel Brand », Jewish Observer and Middle East Review, 1954, vol. 3.

Récents
- A. LeBor, Eichmann's List: A Pact With the Devil, The Independent, 23 août 2000.
- « Rudolf Kasztner : The hated Shoah hero », The Jewish Chronicle
- Lucy S. Dawidowicz, « Ben Hecht's Perfidy », Commentary, mars 1982, p. 260–265.
- (en) Baruch Kimmerling. "Israel's Culture of Martyrdom", The Nation, 10 janvier 2005.
- (en) Dan Laor, « Israel Kastner vs. Hannah Szenes: Who Was Really the Hero During the Holocaust? », Haaretz, 9 novembre 2013
- Ofri Ilani, 50 years on, Holocaust survivor defends Rudolph Kastner, Haaretz, 12 décembre 2008.

### Articles universitaires
- (en) Shlomo Aronson, Richard Breitman, « The End of the Final Solution? Nazi Plans to Ransom Jews in 1944 », Central European History, vol 25, issue 2, p. 177–203.
- (en) Shoshana Barri, « The question of Kastner’s Testimonies on behalf of Nazi war Criminals », Journal of Israeli History, 18(2–3).
- (en) Yehuda Bauer, « The Negotiations between Saly Mayer and the Representatives of the SS in 1944–1945 », Rescue Attempts during the Holocaust: Proceedings of the Second Yad Vashem International Historical Conference – April 1974, Yad Vashem, 1977, p. 5–45.
- Alice Béja, « Rezso Kasztner : à l’ombre de l’histoire », Esprit, 2012, (no)3-4 (mars-avril), p. 218-221.
- (en) Leora Bilsky, « Judging Evil in the Trial of Kastner », Law and History Review, University of Illinois Press, Vol 19, no 1, printemps 2001.
- (en) Leora Bilsky, « Jugement du Diable dans le procès de Kastner » « Copie archivée » (version du 17 juillet 2001 sur Internet Archive), Law and History Review, University of Illinois Press, Vol 19, (no)1, printemps 2001.
- (en) Leora Bilsky, « Judging and Understanding », Law and History Review, printemps 2001, 19-1,
- Sonia Combe, « Quand Israël sacrifiait un héros », Le Monde diplomatique, mars 2024, p. 22.
- (he) Ze’ev Eckstein, Smichat Tla’im (“Quilt Blanket”), Carmel Publishing House, 240 pages.
- (en) Lawrence Douglas, « Language, Judgment, and the Holocaust », Law and History Review, printemps 2001, 19-1.
- (en) Chesky Kopel, « Rudolph Kastner and how History becomes midrash », The Lehrhaus, 29 décembre 2019.
- (en) David Luban, « A Man Lost in the Gray Zone », Law and History Review, printemps 2001, 19-1.
- (en) Asher Maoz, Historical Adjudication: Courts of Law, Commissions of Inquiry, and "Historical Truth", in Law and History Review, Volume 18, no 3 18.3 (2000)
- Akiva Orr, « Le cas Kastner, Jérusalem, 1955 » in Israël : Politique, Mythe et Crise d'identité, Pluto Press, 1994, p. 81–116.  (ISBN 0-7453-0767-1)
- (en) Tji Pick, « Investigator asks High Court for Shin Bet files from Kastner affair », The Jewish independent, 11 février 2020, mis à jour le 4 mars 2024.
- (en) Paul Sanders, « "The Strange Mr Kastner" - Leadership ethics in Holocaust-era Hungary, in the lights of grey zone and dirty hands », Leadership, 2016, vol. 12, no 1.
- (en) Michal Shaked, « The Unknown Eichmann Trial: The Story of the Judge », Holocaust and Genocide studies, vol. 29, no 1, printemps 2015, p. 1-38.
- (en) Yechiam Weitz, « The Holocaust on Trial : The Impact of the Kasztner and Eichmann Trials on Israeli Society », Israel Studies, vol. 1, no 2, automne 1996, p. 1-26.
- Ada Yurman, « La "victimisation" comme élément d’une mémoire collective de la société israélienne », Revue d’histoire de la Shoah, 2005, (no)182, p. 279-299.
- Idith Zertal, « Connaissance et culpabilité. Les Juifs de Palestine face à l’extermination des Juifs en Europe », Annales. Économies, sociétés, civilisations, 1993.

## Site Internet
- Egon Mayer, Kasztner memorial

## Documentaires
Vidéo
- (he) Claude Lanzmann, Les quatre sœurs, épisode « Hanna Marton, l’arche de Noé », 2018.
- Motti Lerner, Le Procès Kastner, 1994.
- (en) Gaylen Ross, Killing Kasztner (en anglais : Tuer Kasztner), 2008, États-Unis, sorti en France sous le titre Le Juif qui négocia avec les nazis le 4 avril 2012.

Radio
- « Rudolf Kasztner (1re) et (2e partie) », Rendez-vous avec X, Radio France, 3 décembre 2011.

## Œuvres de fiction

### Romans
- Amos Elon, Timetable, 1980
- Neil Gordon, Le sacrifice d’Isaac, 1995
- Michal Ben-Naftali, L’Énigme Elsa Weiss, 2019
- Yoram Leker, L’Âme au diable, Paris : Viviane Hamy, 2021

### Cinéma
- Robert Young, Eichmann, 2007
- Jeremy Davidson Tickling Leo

### Théâtre
- Motti Lerner, Kastner, 1985
- Jim Allen, Perdition, 1987